# Кампофріо (Уельва)
Кампофріо (ісп. Campofrío) — муніципалітет в Іспанії, у складі автономної спільноти Андалусія, у провінції Уельва. Населення — 773 особи (2010).
Муніципалітет розташований на відстані близько 380 км на південний захід від Мадрида, 65 км на північний схід від Уельви.
На території муніципалітету розташовані такі населені пункти: (дані про населення за 2010 рік)
- Кампофріо: 748 осіб
- Вентас-де-Арріба: 25 осіб

## Демографія
Динаміка населення (INE ):